# 1814

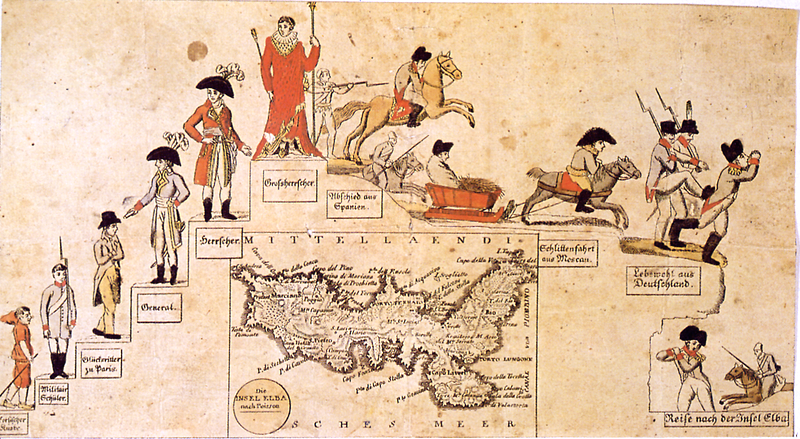
Napoleons opkomst en neergang

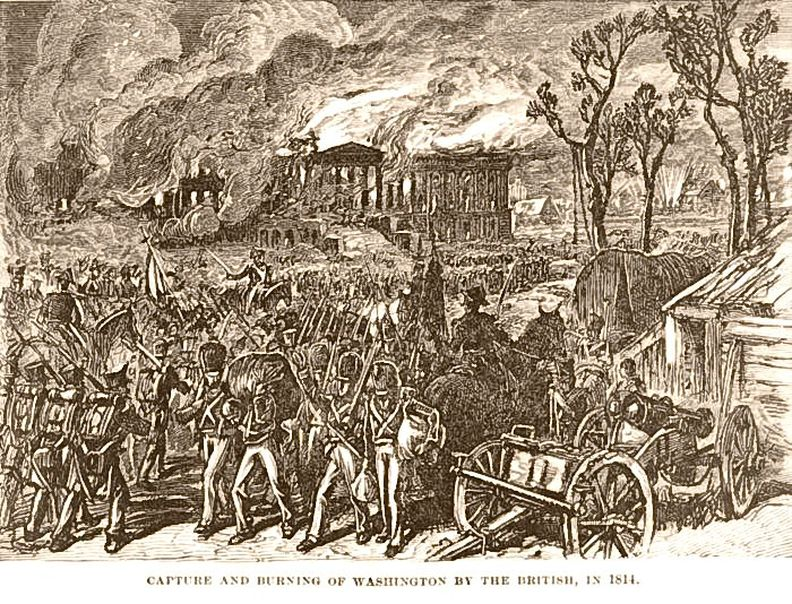
Britse verwoesting van Washington

Het jaar 1814 is het 14e jaar in de 19e eeuw volgens de christelijke jaartelling.

## Gebeurtenissen
januari
- 10 - De weduwe van de laatste stadhouder, Wilhelmina van Pruisen, komt met haar dochter Louise vanuit Berlijn aan in Den Haag. Daarmee is het Oranjehuis weer compleet terug in Nederland.
- 11 - De Slag bij Hoogstraten, Napoleon tegen de geallieerden: de Pruisen, Britten en de Kozakken
- 14 - Vrede van Kiel: Denemarken staat Noorwegen aan Zweden en Helgoland aan het Verenigd Koninkrijk af. Denemarken krijgt van Zweden Zweeds Voor-Pommeren.
- 14 - Russische en Pruisische troepen bezetten Keulen.

februari
- 1 - Door een uitbarsting van de Filipijnse vulkaan Mayon komen 1200 mensen om het leven.
- 10 tot 14 - Tijdens de Zesdaagse Veldtocht brengt Napoleon vier zware nederlagen toe aan het leger van Blücher in de Slag bij Champaubert, de Slag bij Montmirail, de Slag bij Château-Thierry en de Slag bij Vauchamps.
- 15 - In opdracht van de geallieerden wordt baron Frédéric Auguste Alexandre de Beaufort-Spontin gouverneur-generaal van België.
- 21 - In Londen wordt het valse gerucht in omloop gebracht dat Napoleon zou zijn overleden. Een aantal speculanten profiteert hiervan in de Grote beursfraude van 1814.
- 28 - De Kweekschool voor de Zeevaart te Amsterdam, in 1811 op last van Napoleon gesloten, wordt door de soeverein vorst Willem I heropend.

maart
- 9 - Oostenrijk, Pruisen, Rusland en Groot-Brittannië sluiten in Noord-Frankrijk het Verdrag van Chaumont, een verbond van wederzijdse bijstand voor twintig jaar. Het bevat voorstellen aan Napoleon voor een vreedzame overdracht van de regeermacht in Frankrijk, en verder regelingen voor een toekomstig Europa.
- 10 - Napoleon wijst de geallieerde voorstellen af, waardoor een militaire beslissing noodzakelijk wordt.
- 25 - De soeverein vorst Willem I ondertekent het oprichtingsbesluit van De Nederlandsche Bank. Directeur wordt de bankier Paul Iwan Hogguer.
- 29 - In Nederland wordt door de Vergadering van Notabelen een nieuwe grondwet goedgekeurd.
- 30 - In de Nieuwe Kerk te Amsterdam wordt Prins Willem Frederik ingehuldigd als Soeverein Vorst der Nederlanden.
- 31 - Parijs wordt door geallieerde troepen bezet.

april
- 6 - De Franse Senaat keurt een regeling goed waarbij Napoleon wordt afgezet en het legitieme gezag van de Bourbons wordt hersteld.
- 10 - Arthur Wellesley verslaat de Franse troepen bij Toulouse.
- 11 - Ondertekening van het Verdrag van Fontainebleau met de regeling die door Talleyrand met tsaar Alexander I van Rusland is getroffen. Onvoorwaardelijke troonsafstand van Napoleon.
- 16 - Eugène de Beauharnais geeft zich in Noord-Italië over aan de Oostenrijkers.
- 25 - De Nederlandsche Bank geeft de eerste bankbiljetten uit. Ze heeft octrooi hiertoe ontvangen van de soeverein vorst Willem I.

mei
- 2 - Soeverein vorst Willem I spreekt in de Trèvezaal te Den Haag de eerste troonrede uit.
- 3 - De Franse troepen verlaten Coevorden.
- 4 - Napoleon komt aan op Elba om in ballingschap te gaan.
- 5 - De Franse commandant Lazare Carnot geeft de vesting Antwerpen over aan de Britten.
- 14 - De wet op de Nationale Schuld komt tot stand. In deze wet worden alle schulden van de Nederlandse staat omgezet in een nieuwe werkelijke schuld van één rentetype van 2,5 procent. Van deze nieuwe werkelijke schuld zal echter slechts een derde deel rente geven. Een tiërcering dus in een ander jasje.
- 14 - Na publicatie van het Verdrag van Fontainebleau geeft de Franse bezetting van Naarden zich over, einde van het Beleg van Naarden.
- 21 - Het Congres van Wenen besluit het koninkrijk Saksen te laten voortbestaan, maar brengt zijn grondgebied terug tot de helft.
- 23 - Ook het Franse garnizoen in Delfzijl geeft zich gewonnen.
- 30 - Eerste Vrede van Parijs tussen Frankrijk enerzijds en Oostenrijk, Pruisen, Rusland en Engeland anderzijds. De omvang van Frankrijk wordt teruggebracht tot de toestand van 1 januari 1792, echter met belangrijke uitbreidingen langs de noordelijke grenzen. Nederland komt onder de soevereiniteit van het huis Oranje-Nassau en zal vergroot worden. De verdragen tussen Frankrijk en Oostenrijk van 1805 en 1809 worden geannuleerd. De verdragen tussen Frankrijk en Pruisen van 1795 en 1806 worden geannuleerd.
- mei - Er zijn ongeregeldheden met de Balinese inwoners van Bangiwangi, wat de Engelsen onder leiding van generaal Nightingale een reden geeft om Bali binnen te vallen en een schadevergoeding op te eisen alsmede enkele gijzelaars mee te nemen.

juni
- 4 - De nieuwe koning Lodewijk XVIII van Frankrijk vaardigt een grondwet uit.
- 21 - Ondertekening in Londen van het geheime protocol der Acht Artikelen van Londen.

juli
- 3 - Het Amerikaanse leger steekt de Niagara over en valt opnieuw Canada binnen.
- 14 - Verdrag te Den Haag tussen Oranje-Nassau, Nassau-Usingen en Nassau-Weilburg. Grenscorrecties tussen Oranje-Nassau en het hertogdom Nassau.
- 19 - De Nederlandse regering voegt Staats-Vlaanderen bij de provincie Zeeland. Voortaan is de naam Zeeuws-Vlaanderen.
- 24 - Vereniging van de Zuidelijke Nederlanden met het gebied van de soevereine vorst der Nederlanden.

augustus
- 7 Paus Pius VII herstelt de Orde der Jezuïeten.
- 13 - Nederland en het Verenigd Koninkrijk sluiten het Verdrag van Londen. De Britten zullen de meeste Nederlandse bezittingen van vóór 1795 teruggeven. Ceylon, de Kaapkolonie, Berbice, Demerara en Essequibo blijven Engels bezit.
- 24 - Britse troepen bezetten Washington en branden het Witte Huis af.

oktober
- 8 - Opening van het Congres van Wenen. Het Congres wordt gesloten op 9 juni 1815.
- 26 - In Nederland wordt het Corps de Marechaussée opgericht ter vervanging van de Franse Gendarmerie.

november
- 4 - Het Noorse parlement, de Storting, kiest koning Karel XIII van Zweden tot koning van Noorwegen. Daarmee vangt een personele unie aan die negentig jaar zal duren.

december
- 24 - Groot-Brittannië en de Verenigde Staten van Amerika sluiten de Vrede van Gent.
- Joseph von Fraunhofer bestudeert de sterrenspectra en is daardoor de grondlegger van de spectroscopie.

## Bouwkunst

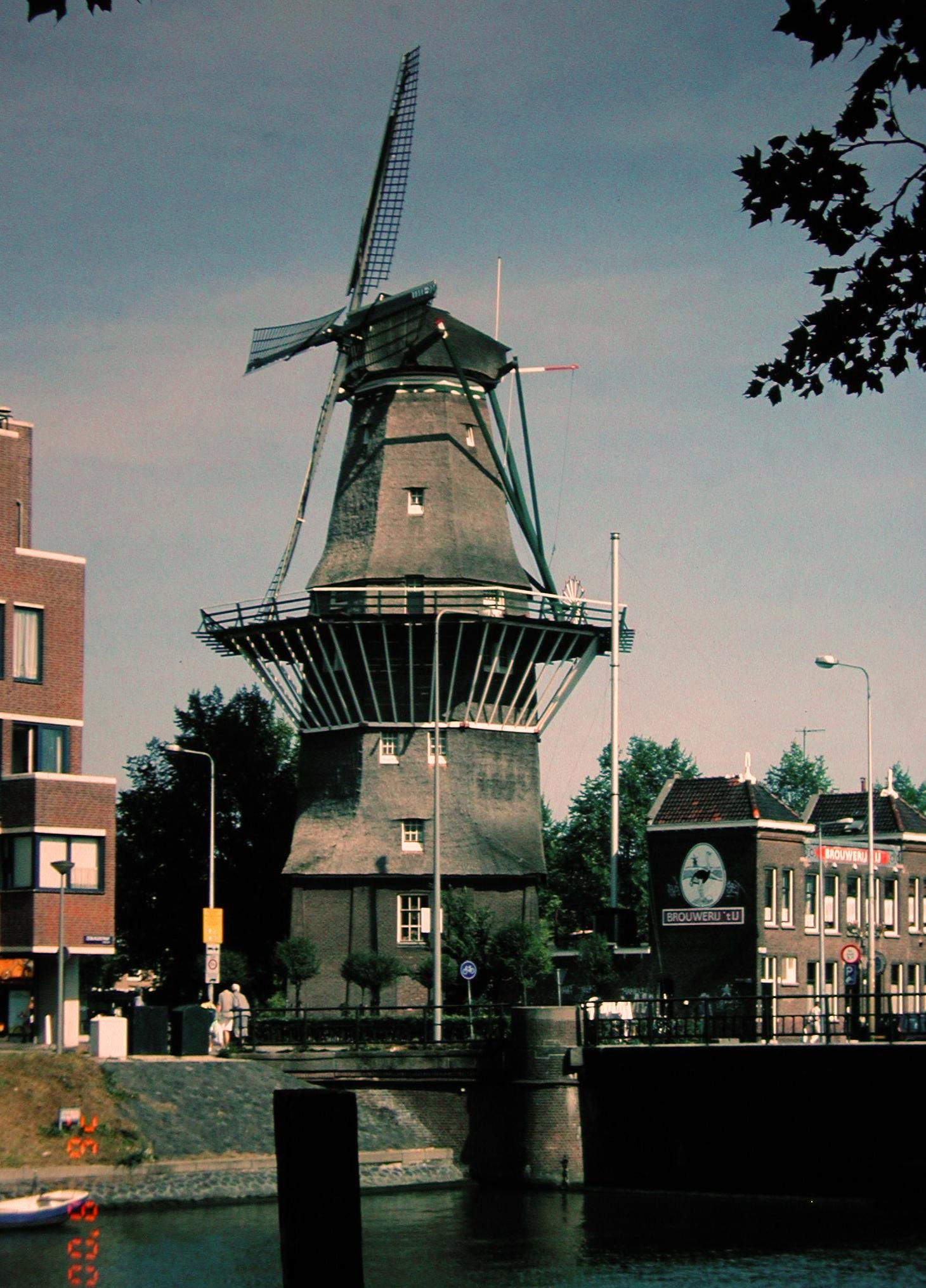
Stellingmolen De Gooyer, Amsterdam (1814)

## Muziek
- 27 februari - Eerste uitvoering in Wenen van de 8e symfonie van Ludwig van Beethoven

## Geboren
januari
- 1 - Hong Xiuquan, Chinees revolutionair (overleden 1864)
- 5 - Melchor Ocampo, Mexicaans staatsman (overleden 1861)
- 8 - Johannes Kneppelhout (Klikspaan), Nederlands schrijver (overleden 1885)
- 10 - Samuel Johannes van den Bergh, Nederlands drogist en dichter (overleden 1868)
- 10 - Aubrey Thomas de Vere, Iers dichter en criticus (overleden 1902)
- 14 - Johannes Josephus Viotta, Nederlands arts en musicus/componist (overleden 1859)
- 17 - Mrs Henry Wood, Engels schrijfster (overleden 1887)
- 27 - Eugène Viollet-le-Duc, Frans architect (overleden 1879)

maart
- 11 - Ludovico van Casoria (= Arcangelo Palmentieri), Italiaans franciscaner monnik en heilige (overleden 1885)
- 28 - Galen Clark, Amerikaans natuurbeschermer (overleden 1910)

mei
- 14 - Pierre Beke, Belgisch liberaal politicus en burgemeester (overleden 1875)
- 14 - Siméon François Berneux, Frans missionaris en martelaar in Korea (overleden 1866)
- 26 - Heinrich Geißler, Duits natuurkundige en uitvinder van de geisslerbuis (overleden 1879)
- 30 - Eugène Charles Catalan, Belgisch wiskundige (overleden 1894)
- 30 - Michail Bakoenin, Russisch anarchist (overleden 1876)

juli
- 3 - Joseph Sadoc Alemany, aartsbisschop van San Francisco (overleden 1888)

augustus
- 1 - Charles Rochussen, Nederlands schilder, lithograaf en ontwerper (overleden 1894)
- 9 - Alexander Willem Michiel van Hasselt, Nederlands toxicoloog en natuuronderzoeker (overleden 1902)
- 26 - Mienette van der Chijs, Nederlands wereldreizigster, sociaal hervormster en publiciste (overleden 1895)

september
- 9 - Royal Earl House, Amerikaans ingenieur en uitvinder van de telex (overleden 1895)
- 13 - Nicolaas Beets, Nederlands auteur, dichter en predikant (overleden 1903)
- 15 - Pedro Payo, Spaans aartsbisschop van Manilla (overleden 1889)

oktober
- 15 - Michail Lermontov, Russisch schrijver (overleden 1841)

november
- 6 - Adolphe Sax, Belgisch muziekinstrumentenbouwer (overleden 1894)

datum onbekend
- Max Consael, Belgisch waffelbakker (overleden 1880)
- Wilhelm Gottlieb Schneider, Duits bioloog (overleden 1889)

## Overleden
februari
- 3 - Jan Evangelista Antonín Koželuh (75), Boheems componist, dirigent, muziekpedagoog en organist

april
- 1 - Joseph de Ferraris (87), Oostenrijks artillerie-generaal
- 25 - Sébastien Mercier (73), Frans schrijver en politicus

mei
- 1 - Pierre Van Cortlandt (93), Amerikaans politicus
- 29 - Joséphine de Beauharnais (50), Frans keizerin

juni
- 19 - Friedrich Wilhelm Heinrich Benda (68), Pruisisch componist en violist

juli
- 19 - Matthew Flinders (40), Brits ontdekkingsreiziger en cartograaf

augustus
- 19 - Gustaf Mauritz Armfelt (57), Zweeds diplomaat

december
- 13 - Charles-Joseph de Ligne (79), schrijver en veldmaarschalk in dienst van de Oostenrijkse Nederlanden